# Derinkuyu (Tavas)
Derinkuyu (türkisch für tiefer Brunnen/Schacht) ist ein Dorf im Landkreis Tavas der türkischen Provinz Denizli. Derinkuyu liegt etwa 75 km südlich der Provinzhauptstadt Denizli und 36 km südlich von Tavas. Derinkuyu hatte laut der letzten Volkszählung 546 Einwohner (Stand Ende Dezember 2010).